# 黄陵县
黄陵县是中国陕西省延安市所辖的一个县。属于洛河支流沮河流域。因县北桥山有黄帝陵而得名。区域总面积为2288平方公里，常住人口約13万人。

## 沿革
- 夏商时期属桥国领域。西周时期称白翟地。战国早期属魏国，后期属秦国。西汉时设狄道县。
- 後秦在今縣南置中部縣。
- 北魏兼置中部郡，並分西北部地置狄道縣。
- 西魏大統九年（543年）中部郡、縣遷至縣境杏城（今橋山鎮南的南城）。
- 北周改狄道縣為利人縣，後廢。
- 大隋開皇九年（589年）因避隋文帝父楊忠名諱，改中部縣為內部縣。
- 大隋大業三年（607年）內部縣遷治今址。
- 唐武德二年（619年）復稱中部縣，並在縣城兼置坊州。
- 元至元六年（1269年）撤銷坊州，縣屬鄜州。
- 明崇祯十四年仍复中部縣。
- 清咸丰版《汾阳县志·烈女》：“朱新堞妻盧氏，妾薛氏、馮氏。新堞，晉恭王十七世孫也，家汾州（今汾阳市），崇正十四年知中部縣。會賊入關，傳檄至，新堞方巡城，怒而碎之，誓必死以守。妻妾三人請先自經，有女方數歲，亦隨母死。”可见明代时尚设县。
- 民國三年（1914年）屬榆林道。
- 民國十七年（1928年）直屬省。
- 民國卅三年（1944年）因縣城北橋山上有中華民族始祖軒轅黃帝陵，改名黃陵縣。
- 民國卅七年（1948年）屬黃龍分區。

## 人口
2020年末，根據全國第七次人口普查結果顯示：全县常住人口为127025人。全县户籍人口11.91万人，城镇化率34.3%，城镇人口40909人；2020年出生率7.19‰。

## 自然特征
黄陵县属鄂尔多斯台地的一部分，为黄土高原沟壑区。平均海拔1200米。属温带大陆型气候，年平均气温9.4度，无霜期172天，年平均降水568.8毫米。四季分明，光照充足，气候温和。
矿产资源丰富，有煤、锗、镓、石灰石等矿藏。已探明的煤炭地质储量27.3亿吨，是陕西四大煤田之一。境内264万亩林地，覆盖率达64%，是陕西五大林区之一。

## 行政区划
黄陵县下辖1个街道办事处、5个镇：
桥山街道、店头镇、隆坊镇、田庄镇、阿党镇和双龙镇。

## 交通
- 210国道过境。
- 西延铁路、包西铁路和西延高速铁路（在建）过境。梅七铁路原计划经过本县，但未完工。

## 友好关系
湖南省炎陵县